# Karl (bande dessinée)

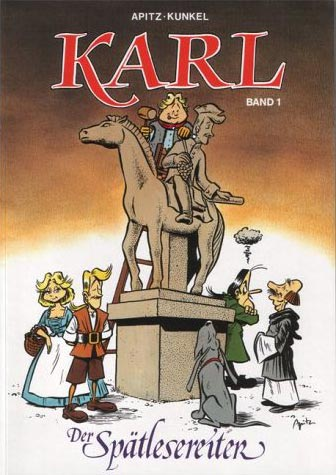
Karl – der Spätlesereiter, 1er album

Karl est une série de bande dessinée allemande, œuvre du dessinateur Michael Apitz et des auteurs Eberhard Kunkel et Patrick Kunkel. Elle traite de divers événements ayant eu lieu dans le Rheingau — région de l’Allemagne située au nord du Rhin, dans le Land de la Hesse — et surtout de son vin.

## Synopsis
Le premier album de la série a pour thème la découverte d’un nouveau type de vinification par son héros éponyme, Karl, qui se voit chargé en 1775 par l'évêque de Fulda de faire les vendanges dans le Domaine Johannisberg. Retardé sur le chemin par Ferdinand, un concurrent sans scrupules, il parvient finalement au domaine viticole lorsque les vendanges sont terminées, et la récolte a commencé à pourrir. Il décide malgré tout de procéder à la vinification du moût de raisin avec l'aide de son ami Oskar et de son chien œnologue et francophile Grandpatte. C’est ainsi qu’il découvre accidentellement la Spätlese – un vin issu de vendanges tardives – qui lui vaut son surnom : Karl « Spätlesereiter » (le Chevalier de la Spätlese).
Toutes les aventures se basent sur des événements historiques ou des particularités du Rheingau. Les héros sont par exemple amenés à suivre les traces de Goethe lors de son voyage en Italie ou à assister au couronnement de l’empereur François Ier d'Autriche à Francfort en 1792. Les Français occupent une part importante dans l’histoire, en raison de la présence de troupes révolutionnaires dans le Rheingau à cette époque.

## Publication
1. Der Spätlesereiter, 1988
2. Das Faß der Zisterzienser, 1989
3. Die Revolution, 1990
4. Der Fall Loreley, 1992
5. Das Gold der Nibelungen, 1994
6. Ballon Bonaparte, 1995
7. Lord am Rhein, 1996
8. Die Krönung, 2007
9. Italiänische Reise
10. Paris, 9. Thermidor, 2000
11. Das Boot, 2002
12. Das Erbe, 2004

Une partie des albums a paru en anglais, en japonais et en français. Huit polars de Eberhard Kunkel ont Karl pour protagoniste.